# هوروات‌ژیدانی
هوروات‌ژیدانی (به مجاری:  Horvátzsidány) یک شهرداری در مجارستان است که در ناحیه کوسگ واقع شده‌است. هوروات‌ژیدانی ۱۲٫۱۷ کیلومتر مربع مساحت و ۷۸۷ نفر جمعیت دارد.